# Elaeagia barbata
Elaeagia barbata är en måreväxtart som beskrevs av Julian Alfred Steyermark. Elaeagia barbata ingår i släktet Elaeagia och familjen måreväxter.
Artens utbredningsområde är Colombia. Inga underarter finns listade i Catalogue of Life.